# Петрович-Негош, Радэ
Радэ Петрович-Негош (черног. Раде Петровић-Његош; родился 21 сентября, 1982 года, Титоград, Югославия) — черногорский футболист, завершивший игровую карьеру, играл на позиции полузащитника.

## Клубная карьера
Петрович-Негош — воспитанник клуба «Будучност», в системе которого находился в 1998—2000 годах. В 2000—2005 годах играл за различные клубы из Сербии и Черногории. В 2006 году перешёл в шведский клуб Дивизиона 1 «Юг» «Карлстад Юнайтед», за который сыграл 24 матча и забил 5 голов. Вернулся в Сербию, где до 2008 года играл за «Борац» из города Чачак. В 2008 году перешёл в российский клуб «Терек». 14 марта того же года в матче против самарских «Крыльев Советов» дебютировал в чемпионате России. Но сыграв лишь три матча за грозненскую команду, досрочно ушёл из клуба в связи с проблемами со здоровьем. С 2008 по 2011 год играл в Черногории.
В 2020 году получил тренерскую лицензию УЕФА «Pro», пройдя двухнедельную стажировку в хорватском клубе «Риека» и защитив дипломную работу на тему "Анализ работы менеджмента, организации, профессиональной работы в первой команде и молодёжном центре футбольного клуба «Риека».

## Международная карьера
3 июня 2007 года в товарищеском матче против сборной Колумбии дебютировал за национальную команду.